# Araneus nigroflavornatus
Araneus nigroflavornatus este o specie de păianjeni din genul Araneus, familia Araneidae, descrisă de Merian, 1911.
Este endemică în Sulawesi. Conform Catalogue of Life specia Araneus nigroflavornatus nu are subspecii cunoscute.